# Huang Wensi
Huang Wensi (Guangdong, 22 de mayo de 1989) es una boxeadora y maestra china, conocida por luchar contra los estereotipos de las mujeres tradicionales y por luchar contra la depresión, además de haber sido incluida en la lista de la BBC de las 100 mujeres inspiradoras e influyentes de todo el mundo para 2019.

## Trayectoria
Comenzó a boxear en 2002 después de haber sido descubierta por un entrenador en la escuela, uniéndose al equipo provincial tres años después, pero dejándolo en 2011 debido a una lesión. En 2015 conoció al que se convertiría en su esposo, Deng Peipeng, teniendo un hijo un año después. Tras sufrir una depresión posparto que casi la llevó al suicidio, comenzó un intenso programa de entrenamiento para volver al deporte profesionalmente. Después de retomar la carrera deportiva, ganó el cinturón de oro del Campeonato Continental de Peso Mosca Femenino de Asia.
En su carrera profesional como boxeadora siempre ha tratado de luchar contra los tradicionales estereotipos de las mujeres, "al no limitarse únicamente a ser esposa o madre en casa". Cuando no boxea, trabaja como maestra en Zhejiang, China.  